# Bulbophyllum callipes
Bulbophyllum callipes là một loài phong lan thuộc chi Bulbophyllum.